# Nalini Bala Devi
Nalini Bala Devi (Guwahati, 23 marzo 1898 – 24 dicembre 1977) è stata una scrittrice e poetessa indiana di letteratura assamese, nota per la poesia nazionalistica e mistica. Ricevette il Padma Shri dal governo indiano nel 1957 per il suo contributo alla letteratura e nel 1968 vinse il Sahitya Akademi Award per la sua raccolta di poesie Alakananda.

## Biografia
Primogenita di tre figli, nacque in una ricca ed istruita famiglia braminica dell'Assam. Suo padre Nabin Chandra Bordoloi era un attivista e scrittore del Movimento d'indipendenza indiano. Crebbe in un ambiente orientato alla filosofia e alla religione, in particolare al culto di Visnu, di cui i suoi nonni erano devoti. Scrisse la sua prima poesia intitolata Pita all'età di 10 anni e si sposò due anni più tardi, restando vedova a soli 19 anni. Avendo perso inoltre due dei suoi figli in tenera età, iniziò a scrivere poesie incentrate sull'emozione, sulla tragedia, sul patriottismo e sulla devozione, tuttora acclamate nella letteratura assamese.
Fervente seguace di Gandhi, si mobilitò attivamente nella lotta per l'indipendenza dell'India dal dominio britannico. Nel 1921 infatti prese parte al Movimento della non cooperazione assieme ad altre donne assamesi come Bidyut Prova Devi, Girija Devi, Snehalata Bhattacharya, Dharma Devi, Chandraprova Saikiani, Sarala Das e Kiran Bala Barkkati.
La sua prima raccolta di poesie dal titolo Sandhiyar Sur ("Melodia serale"), pubblicata nel 1928, fu successivamente adottata dall'Università di Calcutta e dall'Università di Guwahati come libro di testo rispettivamente nel 1946 e nel 1951. Le sue altre opere includono Alakananda, Sopunar Sur ("Melodia dei sogni"), Porosh Moni, Yuga Devata ("Eroe dell'era"), Shesh Puja ("L'ultima venerazione"), Parijator Abhishek, Prahlad, Meghdut, Suravi, Rooprekha, Shantipath ("Antologia di saggi"), Sheshor Sur ("L'ultima melodia"), Smritir Tirtha (una biografia su suo padre), Biswadeepa (una raccolta di biografie di donne famose), Eri oha Dinbur (autobiografia) e Sardar Vallavbhai Patel.
Nel 1950 fondò la Sadou Asom Parijat Kanan, che in seguito divenne nota come Moina Parijat, l'organizzazione per i bambini dell'Assam. Nel 1955 fu presidente della XXIII sessione dell'Assam Sahitya Sabha, la società letteraria dell'Assam.

## Opere
- Sandhiyar Sur ("Melodia della sera", 1928)
- Sopunar Sur ("Melodia dei sogni", 1943)
- Smritir Tirtha (1948)
- Paroshmoni ("Pietra di paragone", 1954)
- Jagriti ("Risveglio", 1962)
- Alakananda (1967)[7]